# Tú tienes que entregármelo
Tú tienes que entregármelo es una canción perteneciente al grupo de rock tropical La Sonora de Bruno Alberto. Forma parte de su álbum debut Perez-Troika editado bajo el sello EMI en el año 1988. 

## Interpretación
Aquí el cantante le reclama a una mujer que "entregue", para culminar confesando que lamentablemente "no se pudo comer el pavito". Esta canción fue la primera que tuvo su primer videoclip promocional que debido al contenido no solo de la letra si también de las imágenes, hicieron que los censores lo sacaran de circulación.